# Sikorsky HH-60 Jayhawk
El Sikorsky MH-60T Jayhawk es un helicóptero bimotor de medio alcance multimisión, operado por la Guardia Costera de los Estados Unidos para realizar misiones de búsqueda y rescate, de aplicación de la ley, de preparación militar y de protección medioambiental marina. Designado originalmente HH-60J antes de ser modernizado y rediseñado a comienzos de 2007, el MH-60T está diseñado para volar con una tripulación de cuatro personas hasta una distancia de 483 km de la costa, izar a seis personas adicionales a bordo mientras permanece en la escena hasta 45 minutos, y volver a la base manteniendo una adecuada reserva de combustible. La velocidad de crucero normal del MH-60T es de 250 a 260 km/h y la aeronave es capaz de alcanzar los 333 km/h en cortos intervalos. El MH-60T puede volar a 260 km/h de seis a siete horas.
Elegido para reemplazar al HH-3F Pelican, el MH-60T es un miembro de la familia de helicópteros Sikorsky S-70 y está basado en el helicóptero SH-60 Seahawk de la Armada de los Estados Unidos. El desarrollo comenzó en septiembre de 1986, realizándose el primer vuelo el 8 de agosto de 1989, y entrando el primer HH-60J en servicio con la Guardia Costera en junio de 1990. La producción finalizó el 1996, después de que se produjeran 42 helicópteros; tres SH-60F Seahawk retirados también fueron refabricados a las especificaciones MH-60T a comienzos de 2010. Un total de 42 MH-60T están en servicio con la Guardia Costera.

## Desarrollo

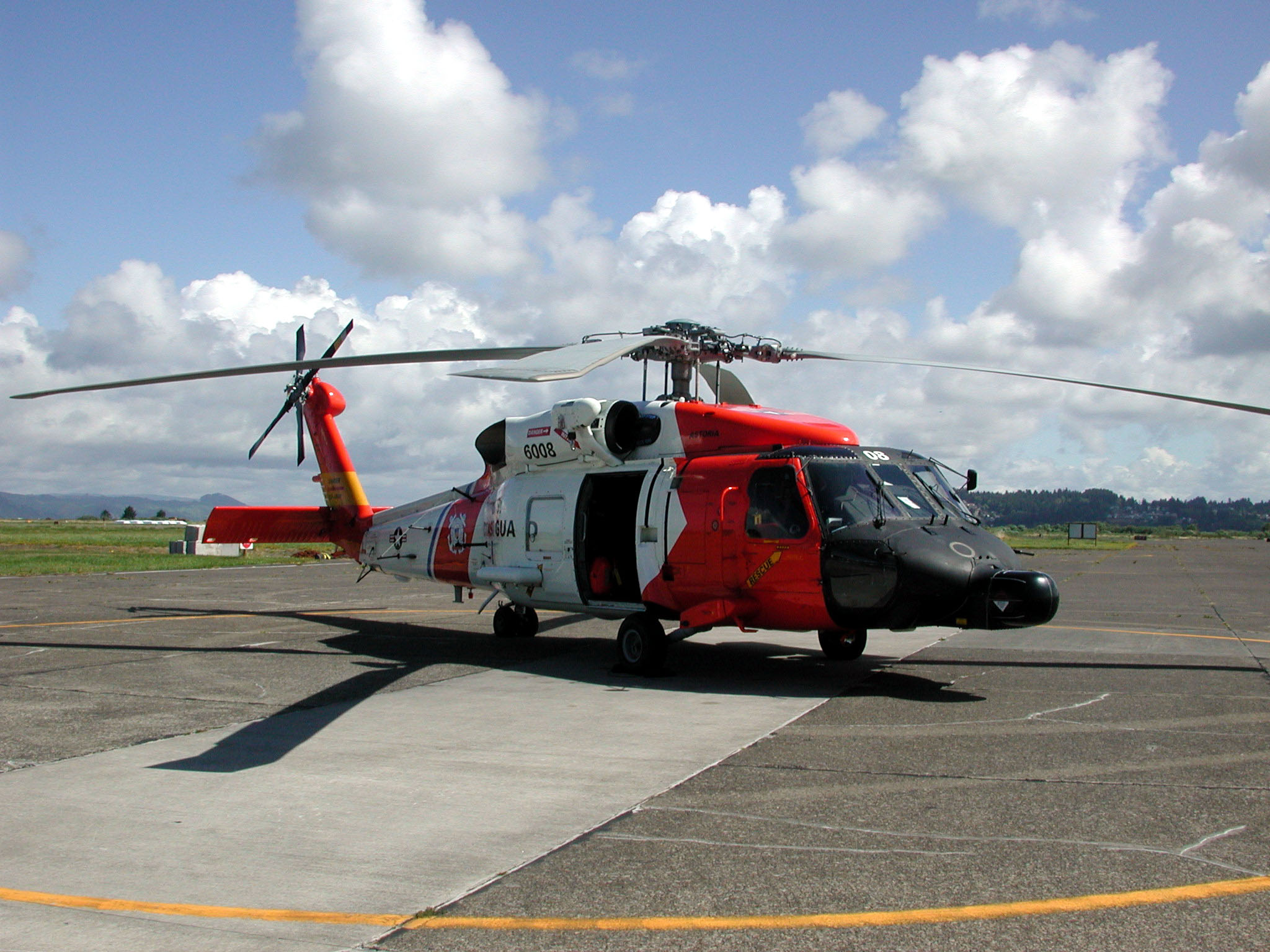
Sikorsky HH-60J Jayhawk (número de registro de la USCG 6008) en el pavimento de la Coast Guard Air Station Astoria, Oregón.

Elegido para reemplazar el HH-3F Pelican, el HH-60J está basado en el SH-60 Seahawk de la Armada de los Estados Unidos. Comparado con su predecesor, el HH-3F, el HH-60J es más ligero, más rápido y está equipado con electrónica más sofisticada y con motores más potentes. El HH-60J fue desarrollado en conjunción con el HH-60H Rescue Hawk de la Armada de los Estados Unidos.
Sikorsky comenzó el desarrollo en septiembre de 1986 y la aeronave con número de registro 6001 realizó su primer vuelo el 8 de agosto de 1989. La primera aeronave fue entregada a la Guardia Costera para pruebas de desarrollo en marzo de 1990 en NAS Patuxent River, Maryland. En marzo de 1991, ATC Mobile, Alabama, se convirtió en la primera unidad de la Guardia Costera en volar el HH-60J, permitiendo a pilotos instructores prepararse para el entrenamiento de pilotos. Coast Guard Air Station Elizabeth City, Carolina del Norte, fue la primera unidad operacional de la Guardia Costera en volar el HH-60J. Sikorsky produjo 42 HH-60J con números de registro secuenciales del 6001 al 6042. Finalizó la producción en 1996 tras completar las 42 unidades de contrato. Posteriormente, la Guardia Costera ha convertido tres SH-60F Seahawk ex Armada en MH-60T Jayhawk (números de registro 6043-6045) como reposición de aeronaves perdidas.

### Programa de modernización MH-60T
La Guardia Costera comenzó a convertir sus 42 HH-60J a MH-60T en enero de 2007. Esta mejora en aviónica y capacidades es parte del Integrated Deepwater System Program y proporcionaba una cabina de cristal, un sistema mejorado de sensores electro ópticos/infrarrojos, así como un sistema de sensores radar y de uso aerotransportado de la capacidad de fuerza. El paquete de uso aerotransportado de fuerza incluye armas tanto para realizar disparos de aviso como incapacitantes, y blindaje para proteger a la tripulación del fuego de armas ligeras. Las mejoras de MH-60T fueron completadas en febrero de 2014.

## Diseño

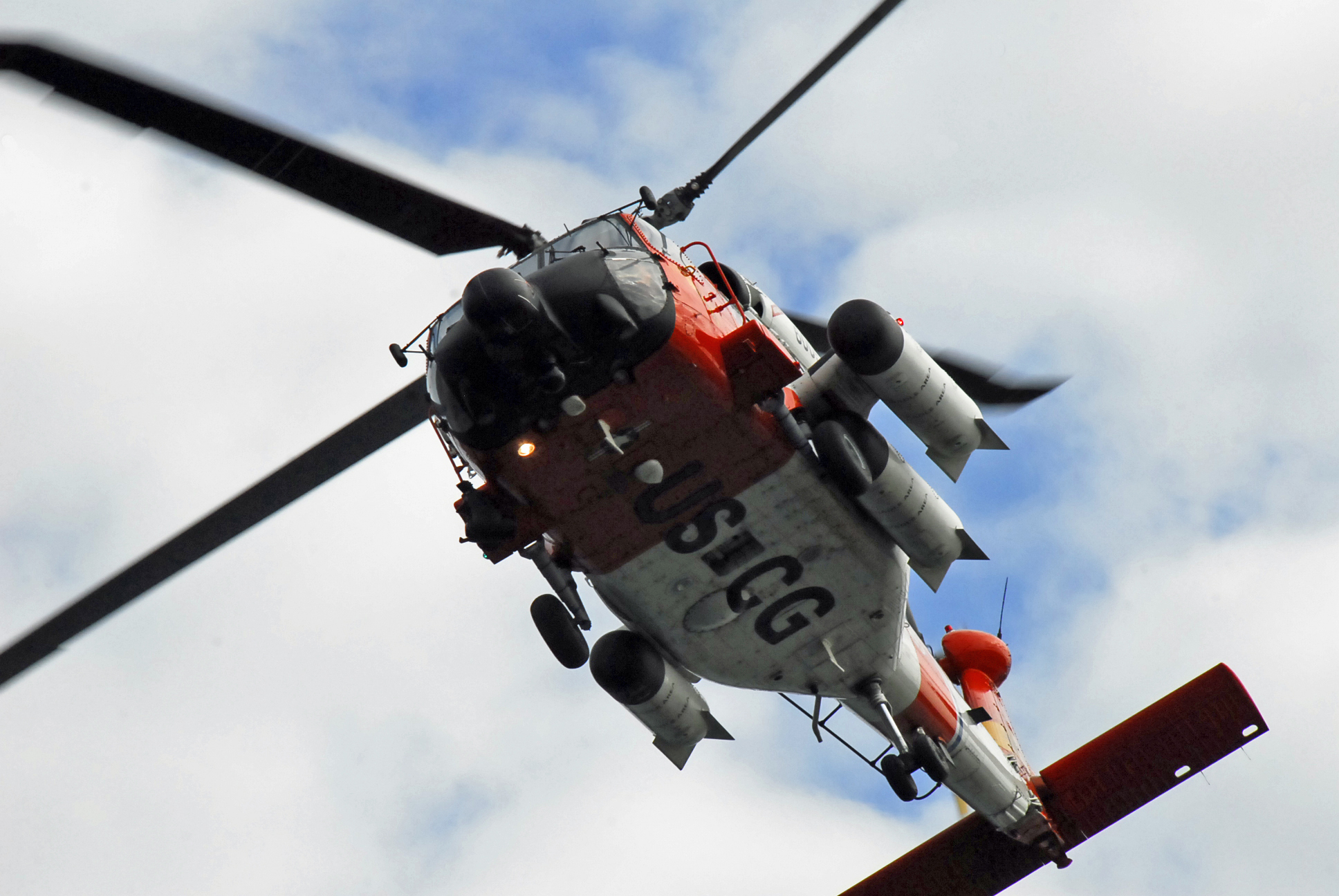
Un MH-60J de la Coast Guard Air Station Kodiak.

El HH-60J utiliza un sistema de posicionamiento global NAVSTAR como su ayuda principal de navegación de larga distancia, usando una radio Collins RCVR-3A para recibir simultáneamente información de 4 de los 18 satélites mundiales del sistema NAVSTAR. El helicóptero está basado normalmente en tierra, pero puede ser basado en un guardacostas de resistencia media (WMEC) de 270 pies o en uno de alta resistencia (WHEC) de 378 pies de la Guardia Costera.
El Jayhawk tiene un radar búsqueda/atmosférico que le da a su morro una apariencia distintiva. Una torreta de sensores FLIR puede ser montada debajo del morro. Puede llevar tres depósitos de combustible de 454 litros, dos en el soporte del lado de babor y 1 en el soporte lado de estribor. En el lado de estribor también lleva un cabrestante de rescate de 2,67 kN de capacidad montado encima de la puerta. El cabrestante tiene 61 m de cable.
El MH-60T está equipado con una ametralladora media M240H de 7,62 mm y un rifle semiautomático Barrett M82 de 12,7 mm para realizar disparos de aviso e incapacitantes. Estas armas también puede servir como elemento defensivo.

### Componentes del MH-60T
Referencias: aeroflap.com

#### Armamento
| Sistema                         | País           | Fabricante               | Notas                      |
| ------------------------------- | -------------- | ------------------------ | -------------------------- |
| Ametralladora (opción)          | Bélgica        | FN Herstal               | 1 × FN MAG de 7,62 mm      |
| Fusil de francotirador (opción) | Estados Unidos | Barrett Firearms Company | 1 × Barrett M82 de 12,7 mm |

#### Propulsión
| Sistema | País           | Fabricante       | Notas            |
| ------- | -------------- | ---------------- | ---------------- |
| Motor   | Estados Unidos | General Electric | 2 × T700-GE-401C |

## Historia operacional
En 1990, los HH-60J Jayhawk comenzaron a reemplazar helicópteros HH-3F Pelican y CH-3E Sea King en servicio con la Guardia Costera de los Estados Unidos. Los HH-60J realizan misiones de búsqueda y rescate, junto con sus otras misiones como la patrulla marítima y la interdicción de drogas. Guardacostas de la Guardia Costera con sus HH-60J y otros helicópteros realizaron tareas de interdicción y seguridad en el Golfo Pérsico en 1991 en apoyo de la Operación Tormenta del Desierto, y también en 2003 en la Operación Libertad Duradera.
En enero de 2011, voluntarios del Juneau Mountain Rescue, trabajando con Alaska State Troopers y la Guardia Costera, rescataron a un alpinista herido en el Monte Ripikski, cerca de Haines. Un helicóptero MH-60 Seahawk de la Guardia Costera, desplegado desde Sitka, transportó al alpinista al Hospital Regional de Bartlett en Juneau, Alaska.
El 29 de octubre de 2012, el Jayhawk número 6031 (70-1790) fue usado en un rescate marítimo de la tripulación del HMS Bounty durante el Huracán Sandy.
Comenzando en 2009, los Jayhawk de la Guardia Costera han sido encomendados con la misión secundaria de patrulla y aplicación de leyes antidrogas. Estas misiones se realizan normalmente en cooperación con los buques guardacostas de la Guardia Costera.

## Variantes
HH-60J
Helicóptero de recuperación de alcance medio. 42 unidades entregadas a la Guardia Costera de los Estados Unidos entre 1990 y 1996.
MH-60T
Helicóptero de recuperación de alcance medio. 39 células HH-60J supervivientes  recibieron  aviónica y capacidades operativas mejoradas, incluyendo armamento, entre 2007 y 2014. Tres SH-60F fueron convertidos a las especificaciones MH-60T como reemplazo de  aeronaves perdidas.

## Operadores
Estados Unidos

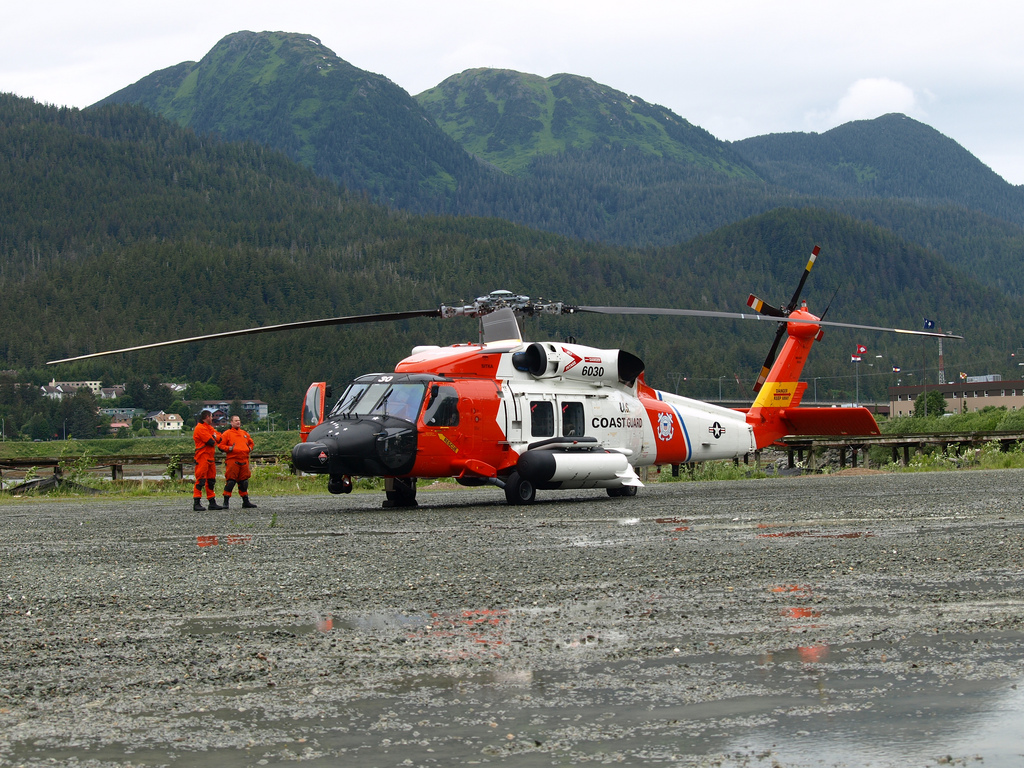
MH-60T en CGAS Sitka, Alaska.

- Guardia Costera de los Estados Unidos
  - CGAS Astoria, Oregón
  - CGAS Clearwater, Florida
  - CGAS Cape Cod, Massachusetts
  - CGAS Elizabeth City, Carolina del Norte
  - CGAS San Diego, California
  - CGAS Sitka, Alaska
  - CGAS Kodiak, Alaska
  - ATC, Mobile, Alabama

## Accidentes
Hasta julio de 2010, el HH-60 Jayhawk había sufrido tres accidentes, dos de ellos mortales.

## Especificaciones (HH-60J)
Referencia datos: USCG HH-60J information, Sikorsky S-70B Seahawk information, Globalsecurity.org HH-60J specifications

### Características generales
- Tripulación: 4 (piloto, copiloto y 2 tripulantes de vuelo)
- Longitud: 19,76 m
- Diámetro rotor principal: 16,36 m
- Peso vacío: 6580 kg
- Peso máximo al despegue: 9926 kg
- Planta motriz: 2× turboeje General Electric T700-GE-401C.
  - Potencia: 1409 kW (1890 HP; 1916 CV) cada uno.
- Hélices: Rotor principal y rotor de cola ambos de 4 palas

### Rendimiento
- Velocidad máxima operativa (Vno): 333 km/h (207 MPH; 180 kt)
- Velocidad crucero (Vc): 260 km/h (162 MPH; 140 kt)
- Alcance: 1300 km (702 nmi; 808 mi)
- Techo de vuelo: 1524 m (5000 ft) (en estacionario)

### Armamento
- Ametralladoras: 1× ametralladora media M240H de 7,62 mm en la puerta de estribor (MH-60T)
- Otros: 1× fusil de francotirador Barret M82 de 12,7 mm (MH-60T)

## Aeronaves relacionadas

### Desarrollos relacionados
- Sikorsky S-70
- Sikorsky UH-60 Black Hawk
- Sikorsky HH-60 Pave Hawk
- Sikorsky SH-60 Seahawk
- Sikorsky S-92

### Aeronaves similares
- Eurocopter HH-65 Dolphin
- Agusta MH-68 Stingray

### Secuencias de designación
- Secuencia S-_ (interna de Sikorsky): ← S-67 - S-68 - S-69 - S-70 - S-71 - S-72 - S-73 →
- Secuencia _H-_ (Helicópteros estadounidenses, 1962-presente): ← TH-57 - OH-58 - XH-59 - UH-60/SH-60/HH-60/MH-60 - YUH-61 - XCH-62 - YAH-63 →